# José Gómez Mustelier
José Gómez Mustelier (* 28. Januar 1959) ist ein ehemaliger kubanischer Boxer. Er war Weltmeister der Amateure 1978 und Olympiasieger 1980 jeweils im Mittelgewicht.

## Werdegang
José Gómez begann als Jugendlicher mit dem Boxen und entwickelte sich sehr rasch zu einem Weltklasseboxer. Bereits mit 18 Jahren wurde der 1,82 m große, sehr bewegliche und technisch hervorragender Boxer kubanischer Vizemeister bei den Senioren im Mittelgewicht. Während seiner Zeit als aktiver Boxer war er nominell Angehöriger der kubanischen Streitkräfte, hatte dort aber alle Freiheiten, seinem Sport nachzugehen.
1977 siegte er bei den Zentralamerika- und Karibikmeisterschaften in Panama-Stadt. Ihm genügte dabei ein KO-Sieg i.d. 1. Runde über Carlos Abarca aus El Salvador und ein Abbruch-Sieg i.d. 3. Runde über Carlos González García aus Kolumbien zum Titelgewinn.
In den Jahren 1978, 1979, 1980, 1982 und 1983 wurde Gómez kubanischer Meister im Mittelgewicht. 1982 und 1983 besiegte er dabei im Finale jeweils Bernardo Comas, der in jenen Jahren sein härtester Konkurrent um die Startplätze Kubas bei den internationalen Meisterschaften war.
1978 startete er bei der Weltmeisterschaft der Amateure in Belgrad. Im Mittelgewicht kam er dort zu einem kampflosen Sieg über Matoung Essadeg aus Liberia, besiegte danach Phil Elwaine aus Australien nach Punkten (4:1), schlug Slobodan Kačar aus Jugoslawien durch Abbruch i.d. 2. Runde und siegt auch im Finale über Tarmo Uusivirta aus Finnland, den er mit 5:0 Richterstimmen nach Punkten schlug. Mit 19 Jahren war er damit Weltmeister geworden.
1979 kam Gómez beim "Golden-Belt"-Turnier in Bukarest zu einem Abbruch-Sieg i.d. 3. Runde über den starken Valentin Silaghi, der später in die Bundesrepublik Deutschland emigrierte und sich dort viele Verdienste als Trainer erwarb. Im gleichen Jahr wurde er auch Sieger bei den Pan Amerikanischen Spielen in San Juan, Puerto Rico. Im Mittelgewicht kam er dabei zu einem Punktsieg über James Williamson aus den Vereinigten Staaten, zu einem KO-Sieg i.d. 1. Runde über Alfred Thomas aus Guayana und zu einem Abbruch-Sieg i.d. 1. Runde über Carlos Fonseca aus Brasilien.
Gómez’ Erfolgsserie setzte sich auch 1980 fort. Er besiegte beim wichtigen Boxturnier des kubanischen Box-Verbandes Giraldo Córdova Cardín in Holguín im Mittelgewicht Bernardo Comas nach Punkten und sicherte sich damit den Startplatz bei den Olympischen Spielen dieses Jahres in Moskau. Im olympischen Boxturnier traf er in der 1. Runde auf den im internationalen Boxgeschehen völlig unbekannten Enock Chama aus Sambia, der ihm enorm viel abverlangte und den er nur knapp mit 3:2 Richterstimmen besiegen konnte. Im nächsten Kampf kam er zu einem KO-Sieg i.d. 2. Runde über Chang Bon Mun aus Nordkorea und im Halbfinale besiegte er Valentin Silaghi nach Punkten. Im Endkampf besiegte er den sowjetischen Favoriten Wiktor Sawtschenko in einem technisch hochstehenden Gefecht mit 4:1 Richterstimmen und wurde damit Olympiasieger.
1981 standen keine Weltmeisterschaften an. Gómez siegte aber beim Giraldo-Córdova-Cardín-Turnier erneut über Bernardo Comas und kam auch beim boxerischen Höhepunkt dieses Jahres, dem Welt-Cup in Budapest im Mittelgewicht auf den 1. Platz. Er gewann dabei über Harry Black aus Kanada durch KO i.d. 1. Runde, über Amir Jabbar aus dem Irak durch Abbruch i.d. 2. Runde und über Juri Torbek aus der UdSSR nach Punkten (5:0).
1982 wurde Gómez zwar kubanischer Meister im Mittelgewicht, schied aber beim "Giraldo-Córdova-Cardín"-Turnier schon frühzeitig aus. Aus diesem Grunde wurde Bernardo Comas, der dieses Turnier gewann, zur Weltmeisterschaft nach München entsandt, der sich dort den Weltmeistertitel im Mittelgewicht sicherte. Für Gómez blieb 1982 nur der Sieg bei der Meisterschaft der Armeen des Warschauer Paktes in Havanna. Dort siegte er im Finale des Mittelgewichtes über Zoltan Füzesy aus Ungarn nach Punkten.
Nachdem Gómez 1983 mit einem Abbruch-Sieg i.d. 2. Runde über Bernardo Comas wieder kubanischer Meister im Mittelgewicht geworden war, startete er beim Chemie-Pokal in Halle (Saale) und musste sich dort von Henry Maske aus der DDR nach Punkten schlagen lassen. Dieser Niederlage folgte eine weitere beim Giraldo-Córdova-Cardín-Turnier in Santiago de Cuba, wo er seinem harten Konkurrenten Bernardo Comas nach Punkten unterlag. Comas erhielt deswegen den kubanischen Startplatz im Mittelgewicht bei den Pan Amerikanischen Spielen. Jose Gomez gelang aber 1983 noch einmal ein bemerkenswerter Sieg, als er bei einem Länderkampf Kuba gegen die USA in Havanna Virgil Hill, den späteren langjährigen Profi-Weltmeister, nach Punkten schlug.
Mit Ablauf des Jahres 1983 beendete er dann seine Karriere als Boxer. Er war zu diesem Zeitpunkt erst 24 Jahre alt, stand aber schon fast zehn Jahre lang im Hochleistungstraining.

## Internationale Erfolge
| Jahr | Platz | Wettbewerb                                                          | Gewichtsklasse | |
| 1977 | 1.    | "Giraldo-Córdova-Cardín"-Turnier in Matanzas                        | Mittel         | mit einem Punktsieg im Finale über Hermenegildo Báez, Kuba |
| 1977 | 1.    | Zentralamerikanische und Karibische Meisterschaften in Panama-Stadt | Mittel         | mit einem KO-Sieg i.d. 1. Runde über Carlos Abarca, El Salvador u. einem Abbruch-Sieg i.d. 3. Runde über Carlos Gonzalez Garcia, Kolumbien                                                                                        |
| 1977 | 3.    | Meisterschaft der Armeen des Warschauer Paktes in Havanna           | Mittel         | hinter Leonid Schaposchnikow und Vladimir Shin, bde. UdSSR |
| 1978 | 1.    | Intern. Turnier in Alma-Ata                                         | Mittel         | |
| 1978 | 1.    | "Giraldo-Córdova-Cardín"-Turnier in Cienfuegos                      | Mittel         | mit einem Abbruch-Sieg i.d. 1. Runde über Ventura Donatien, Kuba |
| 1978 | 1.    | WM in Belgrad                                                       | Mittel         | mit einem kampflosen Sieg über Matoung Essadeg, Liberia, einem Punktsieg über Phil Elwaine, Australien (4:1), einem Abbruch-Sieg i.d. 2. Runde über Slobodan Kačar, Jugoslawien u. einem Punktsieg über Tarmo Uusivirta, Finnland |
| 1978 | 1.    | Zentralamerikanische und Karibische Meisterschaften in Medellín     | Mittel         | mit einem Sieg im Finale über Clemente Ortiz, Dom. Rep. |
| 1979 | 1.    | Strandscha-Turnier in Sofia                                         | Mittel         | mit einem Punktsieg im Finale über Kostadin Folew, Bulgarien |
| 1979 | 1.    | "Golden-Belt"-Turnier in Bukarest                                   | Mittel         | mit einem Abbruch-Sieg i.d. 3. Runde über Valentin Silaghi, Rumänien |
| 1979 | 1.    | "Giraldo-Córdova-Cardín"-Turnier in Havanna                         | Mittel         | mit einem KO-Sieg i.d. 2. Runde über Ventura Donatien, Kuba |
| 1979 | 1.    | Panamerikanische Spiele in San Juan, Puerto Rico                    | Mittel         | mit einem Punktsieg über James Williamson, USA, einem KO-Sieg i.d. 1. Runde über Alfred Thomas, Guayana u. einem Abbruch-Sieg i.d. 1. Runde über Carlos Fonseca, Brasilien                                                        |
| 1980 | 1.    | Grand Prix in Ústí nad Labem                                        | Mittel         | mit einem Abbruch-Sieg i.d. 3. Runde im Finale über A. Minikajew, UdSSR |
| 1980 | 1.    | Honved-Cup in Budapest                                              | Mittel         | mit einem Abbruch-Sieg i.d. 1. Runde im Finale über Mihaly Rapcsak, Ungarn |
| 1980 | 1.    | "Giraldo-Córdova-Cardín"-Turnier in Holguín                         | Mittel         | mit einem Abbruch-Sieg i.d. 1. Runde über Bernardo Comas, Kuba |
| 1980 | Gold  | OS in Moskau                                                        | Mittel         | mit einem Punktsieg über Enock Chama, Sambia (3:2 Richterstimmen), einem KO-Sieg i.d. 2. Runde über Chan Bon Mun, Nordkorea, einem Punktsieg über Valentin Silaghi u. einem Punktsieg über Wiktor Sawtschenko, UdSSR (4:1)        |
| 1981 | 1.    | "Giraldo-Córdova-Cardín"-Turnier in Havanna                         | Mittel         | mit einem Punktsieg im Finale über Bernardo Comas |
| 1981 | 1.    | Meisterschaft der Armeen des Warschauer Paktes in Pécs              | Mittel         | mit einem KO-Sieg i.d. 1. Runde im Finale über Wladimir Gorbunow, UdSSR |
| 1981 | 1.    | Nordamerikanische Meisterschaft in Shreveport                       | Mittel         | |
| 1981 | 1.    | Welt-Cup in Montreal                                                | Mittel         | mit einem KO-Sieg i.d. 1. Runde über Harry Black, Kanada, einem Abbruch-Sieg i.d. 2. Runde über Amir Jabbar, Irak u. einem Punktsieg über Juri Torbek, UdSSR (5:0)                                                                |
| 1982 | 1.    | Meisterschaft der Armeen des Warschauer Paktes in Havanna           | Mittel         | mit einem Punktsieg im Finale über Zoltan Füzesy, Ungarn |
| 1983 | 3.    | Chemiepokal in Halle (Saale)                                        | Mittel         | nach einer Punktniederlage im Halbfinale gegen Henry Maske, DDR |
| 1983 | 2.    | "Giraldo-Córdova-Cardín"-Turnier in Santiago de Cuba                | Mittel         | nach einer Punktniederlage im Finale gegen Bernard Comas |

## Länderkämpfe
| Jahr | Ort       | Begegnung      | Gewichtsklasse | Ergebnis                                         |
| 1977 | Houston   | USA gegen Kuba | Mittel         | Abbruch-Sieger i.d. 2. Runde über Lindell Holmes |
| 1978 | New York  | USA gegen Kuba | Mittel         | Punktsieger über Alex Ramos                      |
| 1979 | Havanna   | Kuba gegen USA | Mittel         | Abbruch-Sieger i.d. 2. Runde über Monte Oswald   |
| 1980 | Charlotte | USA gegen Kuba | Mittel         | Punktsieger über Jeff McCracken                  |
| 1982 | Havanna   | Kuba gegen USA | Mittel         | Abbruch-Sieger i.d. 3. Runde über Michael Grogan |
| 1983 | Havanna   | Kuba gegen USA | Mittel         | Punktsieger über Virgil Hill                     |

## Kubanische Meisterschaften
| Jahr | Platz | Gewichtsklasse | Ergebnis                                                 |
| 1977 | 2.    | Mittel         | nach einer Niederlage gegen Emilio Correa Vaillant       |
| 1978 | 1.    | Mittel         | mit einem Punktsieg über Alejandro Montoya               |
| 1979 | 1.    | Mittel         | mit einem Punktsieg über Manuel Cordero                  |
| 1980 | 1.    | Mittel         | mit einem Punktsieg über Alejandro Montoya               |
| 1982 | 1.    | Mittel         | mit einem Punktsieg über Bernardo Comas (5:0)            |
| 1983 | 1.    | Mittel         | mit einem Abbruch-Sieg i.d. 2. Runde über Bernardo Comas |

Anm.: OS = Olympische Spiele, WM = Weltmeisterschaft, Mittelgewicht, bis 75 kg Körpergewicht